# آستین ۱۲ اچ‌پی

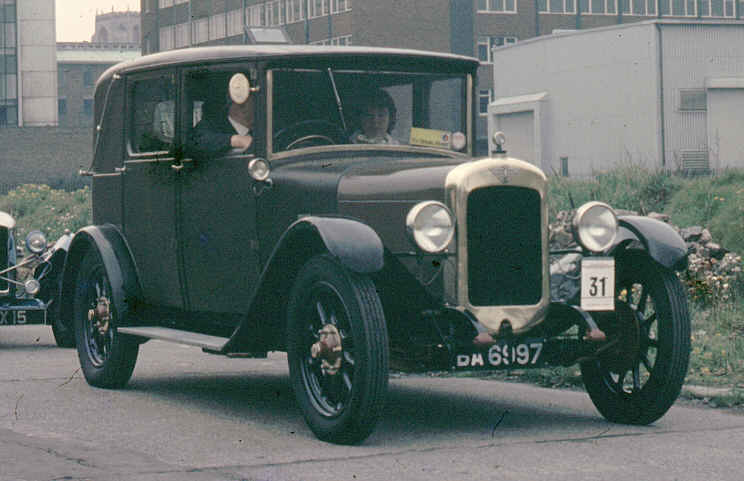

آستین ۱۲ اچ‌پی (Austin 12 hp) خودرویی است که در سال‌های ۱۹۲۱–۱۹۳۹۸۸،۰۰۰تولید شده‌است. طول آن در حالت طبیعی ۱۶۲ اینچ (۴٬۱۰۰ میلیمتر) و عرض آن در حالت طبیعی ۶۳ اینچ (۱٬۶۰۰ میلیمتر) است.
موتور آن ۱۶۶۰ سی‌سی است.